# Picea alcockiana
Picea alcockiana là một loài thực vật hạt trần trong họ Pinaceae. Loài này được Carrière mô tả khoa học đầu tiên..